# Вербист, Эверт
Эверт Вербист (нидерл. Evert Verbist; род. 27 июня 1984 в Дюффеле, Бельгия) — бывший бельгийский профессиональный шоссейный велогонщик. Выступал за бельгийские команды «Chocolade Jacques-Topsport Vlaanderen» и «Veranda's Willems-Accent». 

## Достижения
2005
3-й Гран-при Гела
10-й Мемориал Рика Ван Стенбергена
2006
1-й Вламсе Пейл
1-й Классика Бевербека
8-й Тур Кёльна
2007
Франко-Бельгийское кольцо
1-й  Горная классификация
6-й Натионале Слёйтингспрейс
2009
3-й Мемориал Ван Конингсло
3-й Гойксе Пейл
2011
1-й Классика Бевербека
8-й Тур Вандеи
10-й Классика Шатору
10-й Круг Валлонии
2012
9-й Париж — Камамбер
9-й Омлоп ван хет Васланд